# Serie B 2016-2017 (rugby a 15)
Il campionato di serie B di rugby a 15 2016-2017 è la quattordicesima edizione e rappresenta il terzo livello del campionato italiano di rugby.

## Regolamento
Il torneo prevede la partecipazione di 48 squadre divise in quattro gironi su base territoriale di dodici squadre ciascuno, si ritorna alla classica forma compatta dopo il formato di doppia fase visto negli ultimi campionati di serie B.
Al termine della stagione regolare le prime due classificate dei gironi si affrontano nei play-off che determinano le quattro squadre promosse in Serie A con partite di andata e ritorno, mentre le ultime due classificate dei gironi retrocedono in Serie C1.

## Squadre partecipanti

### Girone 1
- Amatori Alghero
- Amatori Capoterra
- Biella
- CUS Torino
- CUS Milano
- Lecco
- Monferrato
- Cogoleto
- Piacenza
- Rovato
- Sondrio
- VII Rugby Torino

### Girone 2
- Amatori Parma
- Bologna
- CUS Perugia
- Modena
- Parma
- Reno Bologna
- Romagna
- Florentia
- Livorno
- Viterbo
- Jesi '70
- Vasari Arezzo

### Girone 3
- Bergamo
- Caimani
- CUS Padova
- Feltre
- Grifoni Oderzo
- Mirano
- Mogliano A
- Petrarca A
- Paese
- Roccia Rubano
- Villadose
- Villorba

### Girone 4
- Amatori Catania
- Amatori Messina
- Avezzano
- Capitolina A
- Civitavecchia
- Colleferro
- Heliantide
- Napoli Afragola
- Paganica
- Partenope
- Rugby Roma
- Villa Pamphili

## Stagione regolare

### Girone 1
| 02-10-2016 | 1ª/12ª giornata | 22-1-2017 |
| ---------- | --------------- | --------- |
|            | -               |           |
|            | -               |           |
|            | -               |           |
|            | -               |           |
|            | -               |           |
|            | -               |           |

| 23-10-2016 | 4ª/15ª giornata | 5-3-2017 |
| ---------- | --------------- | -------- |
|            | -               |          |
|            | -               |          |
|            | -               |          |
|            | -               |          |
|            | -               |          |
|            | -               |          |

| 4-12-2016 | 7ª/18ª giornata | 2-4-2017 |
| --------- | --------------- | -------- |
|           | -               |          |
|           | -               |          |
|           | -               |          |
|           | -               |          |
|           | -               |          |
|           | -               |          |

| 8-1-2016 | 10ª/21ª giornata | 30-4-2017 |
| -------- | ---------------- | --------- |
|          | -                |           |
|          | -                |           |
|          | -                |           |
|          | -                |           |
|          | -                |           |
|          | -                |           |

| 09-10-2016 | 2ª/13ª giornata | 29-1-2017 |
| ---------- | --------------- | --------- |
|            | -               |           |
|            | -               |           |
|            | -               |           |
|            | -               |           |
|            | -               |           |
|            | -               |           |

| 30-10-2016 | 5ª/16ª giornata | 19-3-2017 |
| ---------- | --------------- | --------- |
|            | -               |           |
|            | -               |           |
|            | -               |           |
|            | -               |           |
|            | -               |           |
|            | -               |           |

| 11-12-2016 | 8ª/19ª giornata | 9-4-2017 |
| ---------- | --------------- | -------- |
|            | -               |          |
|            | -               |          |
|            | -               |          |
|            | -               |          |
|            | -               |          |
|            | -               |          |

| 15-1-2017 | 11ª/22ª giornata | 7-5-2017 |
| --------- | ---------------- | -------- |
|           | -                |          |
|           | -                |          |
|           | -                |          |
|           | -                |          |
|           | -                |          |
|           | -                |          |

| 16-10-2016 | 3ª/14ª giornata | 19-2-2017 |
| ---------- | --------------- | --------- |
|            | -               |           |
|            | -               |           |
|            | -               |           |
|            | -               |           |
|            | -               |           |
|            | -               |           |

| 06-11-2016 | 6ª/17ª giornata | 26-3-2017 |
| ---------- | --------------- | --------- |
|            | -               |           |
|            | -               |           |
|            | -               |           |
|            | -               |           |
|            | -               |           |
|            | -               |           |

| 18-12-2016 | 9ª/20ª giornata | 23-4-2017 |
| ---------- | --------------- | --------- |
|            | -               |           |
|            | -               |           |
|            | -               |           |
|            | -               |           |
|            | -               |           |
|            | -               |           |

#### Classifica
|  |     | Squadra           | G  | V  | N | P  | PF  | PS  | P±   | B | Pen | Pt |
|  | --- | ----------------- | -- | -- | - | -- | --- | --- | ---- | - | --- | -- |
|  | 1.  | CUS Torino        | 12 | 10 | 0 | 2  | 387 | 180 | 207  | 9 | 0   | 49 |
|  | 2.  | VII Rugby Torino  | 12 | 8  | 0 | 4  | 344 | 237 | 107  | 4 | 0   | 36 |
|  | 3.  | Biella            | 12 | 8  | 0 | 4  | 371 | 234 | 137  | 7 | 0   | 39 |
|  | 4.  | Piacenza          | 12 | 7  | 2 | 3  | 333 | 217 | 116  | 7 | 0   | 39 |
|  | 5.  | Amatori Alghero   | 12 | 7  | 0 | 5  | 314 | 295 | 19   | 6 | 0   | 34 |
|  | 6.  | Monferrato        | 12 | 6  | 1 | 5  | 317 | 240 | 77   | 6 | 0   | 32 |
|  | 7.  | CUS Milano        | 12 | 5  | 2 | 5  | 277 | 264 | 13   | 4 | 0   | 28 |
|  | 8.  | Sondrio           | 12 | 5  | 0 | 7  | 269 | 398 | −129 | 3 | 0   | 23 |
|  | 9.  | Amatori Capoterra | 12 | 5  | 0 | 7  | 257 | 307 | −50  | 5 | 4   | 21 |
|  | 10. | Lecco             | 12 | 4  | 1 | 7  | 200 | 247 | −47  | 5 | 4   | 19 |
|  | 11. | Rovato            | 12 | 1  | 2 | 9  | 274 | 414 | −140 | 8 | 0   | 16 |
|  | 12. | Cogoleto          | 12 | 2  | 0 | 10 | 174 | 484 | −310 | 5 | 0   | 13 |

### Girone 2
| 02-10-2016 | 1ª/12ª giornata | 22-1-2017 |
| ---------- | --------------- | --------- |
|            | -               |           |
|            | -               |           |
|            | -               |           |
|            | -               |           |
|            | -               |           |
|            | -               |           |

| 23-10-2016 | 4ª/15ª giornata | 5-3-2017 |
| ---------- | --------------- | -------- |
|            | -               |          |
|            | -               |          |
|            | -               |          |
|            | -               |          |
|            | -               |          |
|            | -               |          |

| 4-12-2016 | 7ª/18ª giornata | 2-4-2017 |
| --------- | --------------- | -------- |
|           | -               |          |
|           | -               |          |
|           | -               |          |
|           | -               |          |
|           | -               |          |
|           | -               |          |

| 8-1-2016 | 10ª/21ª giornata | 30-4-2017 |
| -------- | ---------------- | --------- |
|          | -                |           |
|          | -                |           |
|          | -                |           |
|          | -                |           |
|          | -                |           |
|          | -                |           |

| 09-10-2016 | 2ª/13ª giornata | 29-1-2017 |
| ---------- | --------------- | --------- |
|            | -               |           |
|            | -               |           |
|            | -               |           |
|            | -               |           |
|            | -               |           |
|            | -               |           |

| 30-10-2016 | 5ª/16ª giornata | 19-3-2017 |
| ---------- | --------------- | --------- |
|            | -               |           |
|            | -               |           |
|            | -               |           |
|            | -               |           |
|            | -               |           |
|            | -               |           |

| 11-12-2016 | 8ª/19ª giornata | 9-4-2017 |
| ---------- | --------------- | -------- |
|            | -               |          |
|            | -               |          |
|            | -               |          |
|            | -               |          |
|            | -               |          |
|            | -               |          |

| 15-1-2017 | 11ª/22ª giornata | 7-5-2017 |
| --------- | ---------------- | -------- |
|           | -                |          |
|           | -                |          |
|           | -                |          |
|           | -                |          |
|           | -                |          |
|           | -                |          |

| 16-10-2016 | 3ª/14ª giornata | 19-2-2017 |
| ---------- | --------------- | --------- |
|            | -               |           |
|            | -               |           |
|            | -               |           |
|            | -               |           |
|            | -               |           |
|            | -               |           |

| 06-11-2016 | 6ª/17ª giornata | 26-3-2017 |
| ---------- | --------------- | --------- |
|            | -               |           |
|            | -               |           |
|            | -               |           |
|            | -               |           |
|            | -               |           |
|            | -               |           |

| 18-12-2016 | 9ª/20ª giornata | 23-4-2017 |
| ---------- | --------------- | --------- |
|            | -               |           |
|            | -               |           |
|            | -               |           |
|            | -               |           |
|            | -               |           |
|            | -               |           |

#### Classifica
|  |     | Squadra       | G  | V  | N | P  | PF  | PS  | P±   | B  | Pen | Pt |
|  | --- | ------------- | -- | -- | - | -- | --- | --- | ---- | -- | --- | -- |
|  | 1.  | Bologna       | 12 | 9  | 0 | 3  | 393 | 235 | 158  | 11 | 0   | 47 |
|  | 2.  | CUS Perugia   | 11 | 10 | 0 | 1  | 305 | 126 | 179  | 6  | 0   | 46 |
|  | 3.  | Amatori Parma | 12 | 9  | 0 | 3  | 395 | 147 | 248  | 8  | 0   | 44 |
|  | 4.  | Modena        | 12 | 9  | 0 | 3  | 321 | 223 | 98   | 7  | 0   | 43 |
|  | 5.  | Reno Bologna  | 11 | 8  | 0 | 3  | 284 | 203 | 81   | 8  | 0   | 40 |
|  | 6.  | Romagna       | 12 | 7  | 0 | 5  | 270 | 267 | 3    | 6  | 0   | 34 |
|  | 7.  | Florentia     | 12 | 6  | 0 | 6  | 294 | 284 | 10   | 6  | 0   | 30 |
|  | 8.  | Parma         | 12 | 5  | 0 | 7  | 198 | 230 | −32  | 4  | 0   | 24 |
|  | 9.  | Livorno       | 12 | 3  | 0 | 9  | 215 | 333 | −118 | 4  | 0   | 16 |
|  | 10. | Jesi '70      | 12 | 2  | 0 | 10 | 167 | 401 | −234 | 3  | 0   | 11 |
|  | 11. | Viterbo       | 12 | 2  | 0 | 10 | 160 | 311 | −151 | 2  | 0   | 10 |
|  | 12. | Vasari Arezzo | 12 | 1  | 0 | 11 | 120 | 362 | −242 | 1  | 0   | 5  |

### Girone 3
| 02-10-2016 | 1ª/12ª giornata | 22-1-2017 |
| ---------- | --------------- | --------- |
|            | -               |           |
|            | -               |           |
|            | -               |           |
|            | -               |           |
|            | -               |           |
|            | -               |           |

| 23-10-2016 | 4ª/15ª giornata | 5-3-2017 |
| ---------- | --------------- | -------- |
|            | -               |          |
|            | -               |          |
|            | -               |          |
|            | -               |          |
|            | -               |          |
|            | -               |          |

| 4-12-2016 | 7ª/18ª giornata | 2-4-2017 |
| --------- | --------------- | -------- |
|           | -               |          |
|           | -               |          |
|           | -               |          |
|           | -               |          |
|           | -               |          |
|           | -               |          |

| 8-1-2016 | 10ª/21ª giornata | 30-4-2017 |
| -------- | ---------------- | --------- |
|          | -                |           |
|          | -                |           |
|          | -                |           |
|          | -                |           |
|          | -                |           |
|          | -                |           |

| 09-10-2016 | 2ª/13ª giornata | 29-1-2017 |
| ---------- | --------------- | --------- |
|            | -               |           |
|            | -               |           |
|            | -               |           |
|            | -               |           |
|            | -               |           |
|            | -               |           |

| 30-10-2016 | 5ª/16ª giornata | 19-3-2017 |
| ---------- | --------------- | --------- |
|            | -               |           |
|            | -               |           |
|            | -               |           |
|            | -               |           |
|            | -               |           |
|            | -               |           |

| 11-12-2016 | 8ª/19ª giornata | 9-4-2017 |
| ---------- | --------------- | -------- |
|            | -               |          |
|            | -               |          |
|            | -               |          |
|            | -               |          |
|            | -               |          |
|            | -               |          |

| 15-1-2017 | 11ª/22ª giornata | 7-5-2017 |
| --------- | ---------------- | -------- |
|           | -                |          |
|           | -                |          |
|           | -                |          |
|           | -                |          |
|           | -                |          |
|           | -                |          |

| 16-10-2016 | 3ª/14ª giornata | 19-2-2017 |
| ---------- | --------------- | --------- |
|            | -               |           |
|            | -               |           |
|            | -               |           |
|            | -               |           |
|            | -               |           |
|            | -               |           |

| 06-11-2016 | 6ª/17ª giornata | 26-3-2017 |
| ---------- | --------------- | --------- |
|            | -               |           |
|            | -               |           |
|            | -               |           |
|            | -               |           |
|            | -               |           |
|            | -               |           |

| 18-12-2016 | 9ª/20ª giornata | 23-4-2017 |
| ---------- | --------------- | --------- |
|            | -               |           |
|            | -               |           |
|            | -               |           |
|            | -               |           |
|            | -               |           |
|            | -               |           |

#### Classifica
|  |     | Squadra        | G | V | N | P | PF | PS | P± | B | Pen | Pt  |
|  | --- | -------------- | - | - | - | - | -- | -- | -- | - | --- | --- |
|  | 1.  | Petrarca A     | 0 | 0 | 0 | 0 | 0  | 0  | 0  | 0 | 0   | 0   |
|  | 2.  | Roccia Rubano  | 0 | 0 | 0 | 0 | 0  | 0  | 0  | 0 | 0   | 0   |
|  | 3.  | Mirano         | 0 | 0 | 0 | 0 | 0  | 0  | 0  | 0 | 0   | 0   |
|  | 4.  | Villorba       | 0 | 0 | 0 | 0 | 0  | 0  | 0  | 0 | 0   | 0   |
|  | 5.  | Grifoni Oderzo | 0 | 0 | 0 | 0 | 0  | 0  | 0  | 0 | 0   | 0   |
|  | 6.  | Paese          | 0 | 0 | 0 | 0 | 0  | 0  | 0  | 0 | 0   | 0   |
|  | 7.  | CUS Padova     | 0 | 0 | 0 | 0 | 0  | 0  | 0  | 0 | 0   | 0   |
|  | 8.  | Mogliano A     | 0 | 0 | 0 | 0 | 0  | 0  | 0  | 0 | 0   | 0   |
|  | 9.  | Villadose      | 0 | 0 | 0 | 0 | 0  | 0  | 0  | 0 | 0   | 0   |
|  | 10. | Bergamo        | 0 | 0 | 0 | 0 | 0  | 0  | 0  | 0 | 0   | 0   |
|  | 11. | Feltre         | 0 | 0 | 0 | 0 | 0  | 0  | 0  | 0 | 0   | 0   |
|  | 12. | Caimani        | 0 | 0 | 0 | 0 | 0  | 0  | 0  | 0 | 12  | −12 |

### Girone 4
| 02-10-2016 | 1ª/12ª giornata | 22-1-2017 |
| ---------- | --------------- | --------- |
|            | -               |           |
|            | -               |           |
|            | -               |           |
|            | -               |           |
|            | -               |           |
|            | -               |           |

| 23-10-2016 | 4ª/15ª giornata | 5-3-2017 |
| ---------- | --------------- | -------- |
|            | -               |          |
|            | -               |          |
|            | -               |          |
|            | -               |          |
|            | -               |          |
|            | -               |          |

| 4-12-2016 | 7ª/18ª giornata | 2-4-2017 |
| --------- | --------------- | -------- |
|           | -               |          |
|           | -               |          |
|           | -               |          |
|           | -               |          |
|           | -               |          |
|           | -               |          |

| 8-1-2016 | 10ª/21ª giornata | 30-4-2017 |
| -------- | ---------------- | --------- |
|          | -                |           |
|          | -                |           |
|          | -                |           |
|          | -                |           |
|          | -                |           |
|          | -                |           |

| 09-10-2016 | 2ª/13ª giornata | 29-1-2017 |
| ---------- | --------------- | --------- |
|            | -               |           |
|            | -               |           |
|            | -               |           |
|            | -               |           |
|            | -               |           |
|            | -               |           |

| 30-10-2016 | 5ª/16ª giornata | 19-3-2017 |
| ---------- | --------------- | --------- |
|            | -               |           |
|            | -               |           |
|            | -               |           |
|            | -               |           |
|            | -               |           |
|            | -               |           |

| 11-12-2016 | 8ª/19ª giornata | 9-4-2017 |
| ---------- | --------------- | -------- |
|            | -               |          |
|            | -               |          |
|            | -               |          |
|            | -               |          |
|            | -               |          |
|            | -               |          |

| 15-1-2017 | 11ª/22ª giornata | 7-5-2017 |
| --------- | ---------------- | -------- |
|           | -                |          |
|           | -                |          |
|           | -                |          |
|           | -                |          |
|           | -                |          |
|           | -                |          |

| 16-10-2016 | 3ª/14ª giornata | 19-2-2017 |
| ---------- | --------------- | --------- |
|            | -               |           |
|            | -               |           |
|            | -               |           |
|            | -               |           |
|            | -               |           |
|            | -               |           |

| 06-11-2016 | 6ª/17ª giornata | 26-3-2017 |
| ---------- | --------------- | --------- |
|            | -               |           |
|            | -               |           |
|            | -               |           |
|            | -               |           |
|            | -               |           |
|            | -               |           |

| 18-12-2016 | 9ª/20ª giornata | 23-4-2017 |
| ---------- | --------------- | --------- |
|            | -               |           |
|            | -               |           |
|            | -               |           |
|            | -               |           |
|            | -               |           |
|            | -               |           |

#### Classifica
|  |     | Squadra         | G | V | N | P | PF | PS | P± | B | Pen | Pt  |
|  | --- | --------------- | - | - | - | - | -- | -- | -- | - | --- | --- |
|  | 1.  | Amatori Catania | 0 | 0 | 0 | 0 | 0  | 0  | 0  | 0 | 0   | 0   |
|  | 2.  | Napoli Afragola | 0 | 0 | 0 | 0 | 0  | 0  | 0  | 0 | 0   | 0   |
|  | 3.  | Civitavecchia   | 0 | 0 | 0 | 0 | 0  | 0  | 0  | 0 | 0   | 0   |
|  | 4.  | Capitolina A    | 0 | 0 | 0 | 0 | 0  | 0  | 0  | 0 | 0   | 0   |
|  | 5.  | Paganica        | 0 | 0 | 0 | 0 | 0  | 0  | 0  | 0 | 0   | 0   |
|  | 6.  | Villa Pamphili  | 0 | 0 | 0 | 0 | 0  | 0  | 0  | 0 | 0   | 0   |
|  | 7.  | Avezzano        | 0 | 0 | 0 | 0 | 0  | 0  | 0  | 0 | 0   | 0   |
|  | 8.  | Rugby Roma      | 0 | 0 | 0 | 0 | 0  | 0  | 0  | 0 | 0   | 0   |
|  | 9.  | Amatori Messina | 0 | 0 | 0 | 0 | 0  | 0  | 0  | 0 | 0   | 0   |
|  | 10. | Colleferro      | 0 | 0 | 0 | 0 | 0  | 0  | 0  | 0 | 0   | 0   |
|  | 11. | Partenope       | 0 | 0 | 0 | 0 | 0  | 0  | 0  | 0 | 4   | −4  |
|  | 12. | Heliantide      | 0 | 0 | 0 | 0 | 0  | 0  | 0  | 0 | 12  | −12 |

## Play-off promozione

### Andata
| Napoli 21 maggio 2017 | Napoli Afragola | 14 – 38 | CUS Torino |  |

| Paese 21 maggio 2017 | Paese | 27 – 35 | CUS Perugia |  |

| Bologna 21 maggio 2017 | Bologna | 21 – 26 | Petrarca A |  |

| Settimo Torinese 21 maggio 2017 | VII Rugby Torino | 36 – 17 | Amatori Catania |  |

### Ritorno
| Torino 28 maggio 2017 | CUS Torino | 59 – 0 | Napoli Afragola |  |

| Perugia 28 maggio 2017 | CUS Perugia | 25 – 15 | Paese |  |

| Padova 28 maggio 2017 | Petrarca A | 44 – 8 | Bologna |  |

| Catania 28 maggio 2017 | Amatori Catania | 21 – 15 | VII Rugby Torino |  |

## Verdetti
- CUS Torino, VII Rugby Torino, CUS Perugia, Petrarca A: promosse in serie A 2017-18
- Capitolina A, Rovato, Cogoleto, Viterbo, Jesi '70, Feltre, Villadose, Partenope: retrocesse in serie C1 2017-18